# Holmelgonia annemetteae
Holmelgonia annemetteae är en spindelart som först beskrevs av Nikolaj Scharff 1990.  Holmelgonia annemetteae ingår i släktet Holmelgonia och familjen täckvävarspindlar.
Artens utbredningsområde är Tanzania. Inga underarter finns listade i Catalogue of Life.